# Boris C. Motzki

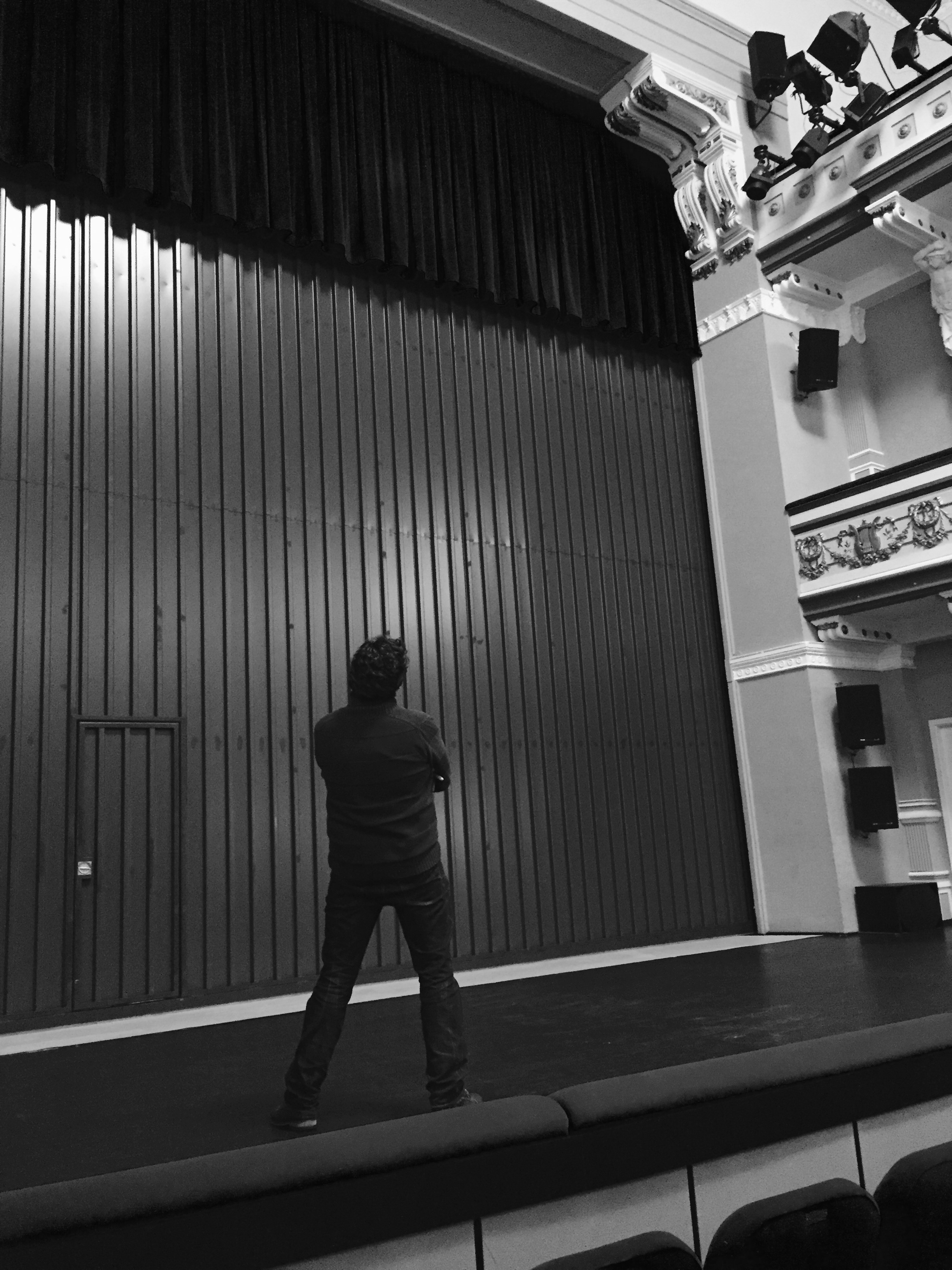
Boris C. Motzki auf der Bühne des Landestheaters Eisenach, 2014

Boris C. Motzki (* 1980 in Worms) ist ein deutscher Theater-Regisseur und Dramaturg. Von Mai 2014 bis Sommer 2017 war er stellvertretender Intendant, Schauspielleiter und Chefdramaturg am Landestheater Eisenach. Ab der Spielzeit 2018/2019 ist Motzki Dramaturg am Staatstheater Mainz.
Motzki schreibt regelmäßig für die Frankfurter Allgemeine Zeitung und tritt mit der Formation Maier Motzki Schärf mit verschiedenen Programmen auf.

## Leben
Boris Motzki studierte Theaterwissenschaft und Deutsche Philologie an der Johannes Gutenberg-Universität Mainz (Magister-Abschluss 2006).
Vor und während des Studiums hospitierte er bei den Nibelungenfestspielen Worms bei Dieter Wedel und bei dessen Fernsehfilm Papa und Mama. Zudem wurde 2003 sein Lyrikband Barbara oder sind Träume Wirklichkeit veröffentlicht.
Von 2006 bis 2009 arbeitete er als fester Regieassistent am Nationaltheater Mannheim.
In dieser Zeit entstanden dort die ersten eigenen Inszenierungen, u. a. Pericle der Schwarze, ein Monolog mit Taner Sahintürk, der zum Kaltstart-Festival 2009 in Hamburg eingeladen wurde.
Im Juni 2009 gründete er mit Georg Kentrup zusammen den Verein favouriteplays e. V., der sich gezielt mit Lieblingsstücken/-projekten beschäftigt.
Seit 2009 ist er vorwiegend als freischaffender Regisseur tätig, u. a. regelmäßig am Staatstheater Darmstadt (u. a. Das System Ponzi), zudem an den Landungsbrücken Frankfurt u. v. a.
Seine Inszenierungen wurden immer wieder zu Festivals wie Kaltstart Hamburg und den Bayerischen Theatertagen eingeladen.
Am Landestheater Eisenach arbeitete er seit Mai 2014. Er inszenierte hier 2014/2015 Der blaue Engel und Tschick, 2015/2016 Liebelei und die Uraufführung Dorfdisco sowie 2016/2017 Gefährliche Liebschaften und die Uraufführung Ablass.
Nach einer freischaffenden Saison 2017/2018, in der u. a. Fool for Love an den Landungsbrücken Frankfurt und Der Spieler am Theater Trier inszenierte, ist er ab der Spielzeit 2018/2019 Dramaturg am Staatstheater Mainz.
Parallel arbeitet Motzki auch als Gastdozent (Johannes-Gutenberg-Universität Mainz, Schauspielschule Mainz, Theaterakademie Mannheim, TU Darmstadt) und als Autor (Hartmann & Stauffacher Verlag Köln).
2016 wurde er in die Deutsche Akademie der Darstellenden Künste aufgenommen.

## Veröffentlichungen
- Barbara oder sind Träume Wirklichkeit (Donata Kinzelbach Verlag Mainz, 2003)